# Marshall (Missouri)
Marshall is een plaats (city) in de Amerikaanse staat Missouri, en valt bestuurlijk gezien onder Saline County.

## Demografie
Bij de volkstelling in 2000 werd het aantal inwoners vastgesteld op 12.433.
In 2006 is het aantal inwoners door het United States Census Bureau geschat op 12.334, een daling van 99 (-0,8%).

## Geografie
Volgens het United States Census Bureau beslaat de plaats een oppervlakte van
26,5 km², waarvan 26,3 km² land en 0,2 km² water.

## Geboren
- Bob James (1939), jazzpianist en -toetsenist

## Plaatsen in de nabije omgeving
De onderstaande figuur toont nabijgelegen plaatsen in een straal van 24 km rond Marshall.